# Dravida Peravai
Dravida Peravai ("Dravidiska fronten") är ett politiskt parti i Puducherry i Indien. DP bildades 1996 som en utbrytargrupp ur Dravida Munnetra Kazhagam. Partiet beskriver sig självt som ett "grönt" parti. Partiets generalsekreterare är N. Nandhivarman.
DP stödjer tamilska krafters kamp i Sri Lanka.
DP ser f.d. försvarsministern George Fernandes som "Socialismens internationella fackbärare".